# Храм Миколи Святоші (Київ)

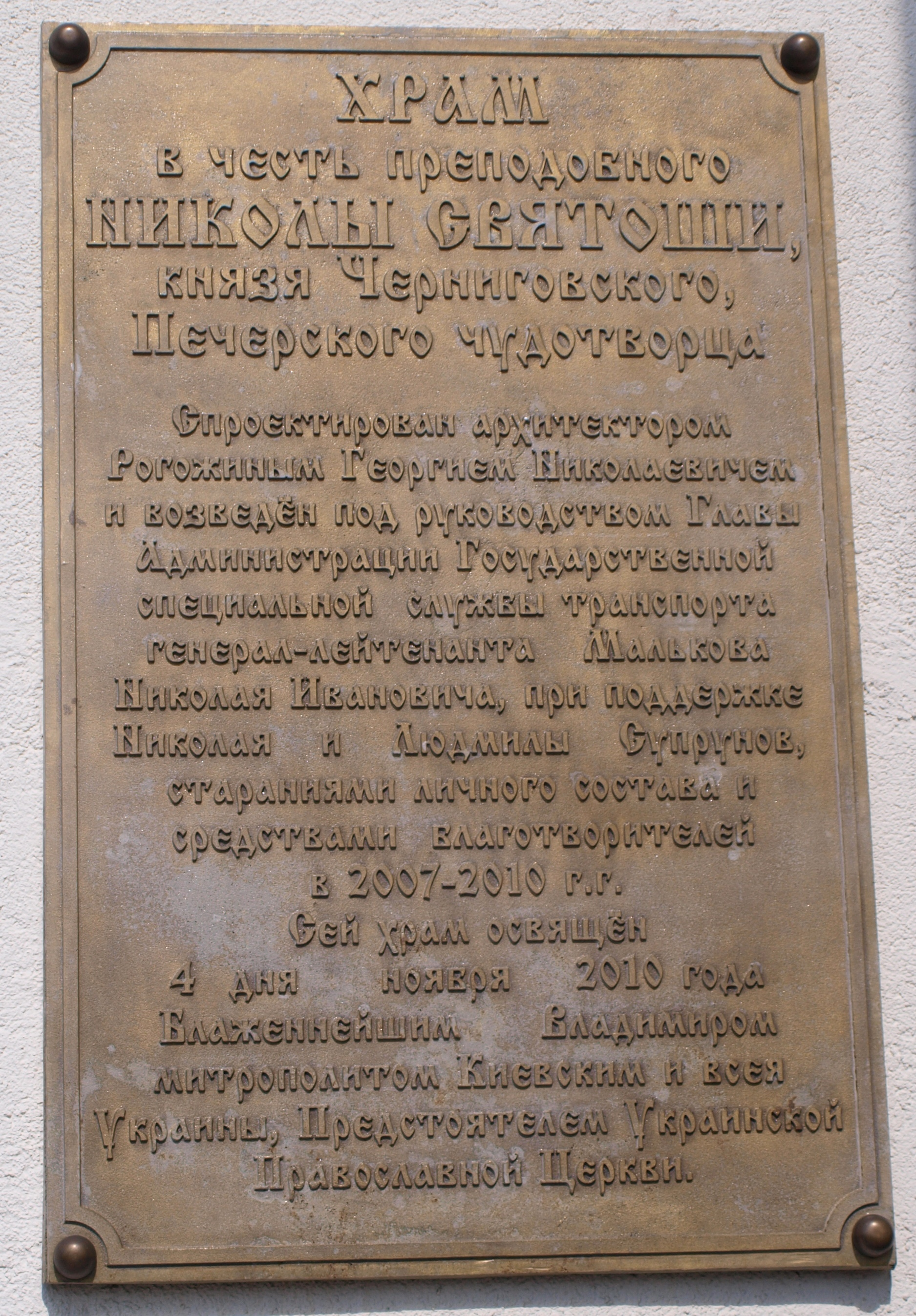
Пам'ятна дошка

Храм преподобного Миколи Святоші з нижнім храмом на честь мученика Іоанна Воїна  — православний храм неподалік від станції метро «Лісова» в Деснянському районі міста Києва, збудований впродовж 2007—2012 років.
Спроєктований архітектором Рогожиним Георгієм Миколайовичем і зведений під керівництвом глави адміністрації Державної спеціальної служби транспорту генерал-лейтенанта Малькова Миколи Івановича.

## Коротка історія храму
У давні часи територія, де зараз знаходиться храм, належала Чернігівському князівству. Разом з цим, преподобний Микола Святоша був сином чернігівського князя. Тому і храм побудований на честь цього святого.
Освячення місця під храм було здійснено архієпископом Вишгородським Павлом 13 червня 2007 року. Будівництво розпочалось в 2007 році після дня пам'яті преподобного Миколи Святоші (27 жовтня). 15 квітня 2009 року єпископ Васильківський Пантелеймон освятив хрести для куполів храму. 4 листопада 2010 Митрополит Володимир освятив храм. З жовтня 2011 по квітень 2012 року проводилися розпис стін і стелі храму. 7 травня 2012 єпископ Васильківський Пантелеймон освятив нижній храм на честь мученика Іоанна Воїна.
У вересні 2024 року парафія храму долучилась до Православної церкви України.